# David Mobärg
Carl David Mobärg (Undersåker, 17 de mayo de 1999) es un deportista sueco que compite en esquí acrobático, especialista en la prueba de campo a través. Su hermano Erik compite en el mismo deporte.
Ganó una medalla de oro en el Campeonato Mundial de Esquí Acrobático de 2023, en la prueba de campo a través por equipo.

## Medallero internacional
| Campeonato Mundial | Campeonato Mundial  | Campeonato Mundial | Campeonato Mundial        |
| Año                | Lugar               | Medalla            | Prueba                    |
| ------------------ | ------------------- | ------------------ | ------------------------- |
| 2023               | Bakuriani (Georgia) | Medalla de oro     | Campo a través por equipo |